# Ala-Tarvojärvi
Ala-Tarvojärvi eller Tarvojärvi är en sjö i Finland. Den ligger i kommunen Enare i landskapet Lappland, i den norra delen av landet, 1 000 km norr om huvudstaden Helsingfors. Ala-Tarvojärvi ligger 202,6 meter över havet. Arean är 45,6 hektar och strandlinjen är 5,43 kilometer lång. Sjön  ingår i Pasvik älvs huvudavrinningsområde.   Omgivningarna runt Ala-Tarvojärvi är i huvudsak ett öppet busklandskap.